# Schmalzerode
Schmalzerode este o comună în Saxonia-Anhalt, Germania